# Danni Miatke
Danni Miatke (ur. 29 listopada 1987 w Darwin) – australijska pływaczka, specjalizująca się głównie w stylu motylkowym i dowolnym.
Dwukrotna mistrzyni świata z Montrealu i Melbourne na 50 m motylkiem i w sztafecie 4 x 100 m stylem dowolnym, 5-krotna medalistka mistrzostw świata na krótkim basenie. Mistrzyni Igrzysk Wspólnoty Brytyjskiej z Melbourne na 50 m delfinem.